# Gemmula alwyni
Gemmula alwyni é uma espécie de gastrópode do gênero Gemmula, pertencente a família Turridae.